# Konak Belediyespor
El Konak Gençlik Belediyespor Külübü es un club de fútbol turco conocido sobre todo por su sección femenina. Es el equipo que más veces ha sido campeón de la Superliga Femenina de Turquía habiendo sido campeón en 5 ocasiones de forma consecutiva, el equipo disputa sus partidos en el Estadio Gürsel Aksel de Esmirna, en el barrio de Konak.

## Historia
El club fue fundado en 1987, y el equipo femenino en 2006. En 2013 ganó su primera liga, y al año siguiente revalidó el título.
En su debut en la Liga de Campeones femenina, en 2014, se convirtió en el primer equipo turco en llegar a los octavos de final.

## Títulos
- 5 Superliga Femenina de Turquía: 2012-13, 2013-14, 2014-15, 2015-16, 2016-17